# 高盖
高盖（?—?），十六国西燕慕容冲时尚书令。
384年，高盖初为西燕开国之君慕容泓谋臣。他认为慕容泓的道德威望不如慕容冲，且执法苛峻，于是就杀掉了慕容泓，立慕容冲为皇太弟（实际的君主，以在前秦的慕容暐为皇帝）。慕容冲任命高盖为尚书令。领兵在长安与苻坚攻战，屡败。慕容冲派高盖夜袭长安，进入了南城，前秦左将军窦冲、前禁将军李辩等将其打败，斩首八百多人，士兵们把尸体分开吃掉。高盖领军攻打渭北营垒，太子苻宏在成贰壁击败高盖，斩首三万人。385年十月，慕容冲派高盖率众五万讨伐后秦，在新平以南交战，高盖大败，投降了后秦。高盖把杨定作为儿子，等到高盖失败，杨定逃奔到陇右，收集过去的兵众。